# Station Kamitobaguchi
Station Kamitobaguchi (上鳥羽口駅, Kamitobaguchi-eki) is een spoorwegstation in de wijk Fushimi-ku in de Japanse stad  Kyoto. Het wordt aangedaan door de Kioto-lijn. Het station heeft vier sporen (waarvan twee passeersporen), gelegen aan een enkel eilandperron.

## Treindienst

### Kintetsu
| 2 | ■ Kioto-lijn | richting Kintetsu Tambabashi, Shin-Tanabe en Yamato-Saidaiji |
| 3 | ■ Kioto-lijn | richting Kioto                                               |

Sporen 1 en 4 zijn passeersporen en hebben geen perron.

## Geschiedenis
Het station werd in 1940 geopend. In 1999 werden de passeersporen aangelegd.

## Overig openbaar vervoer
Bus 84 van het stadsnetwerk van Kioto.

## Stationsomgeving
- Kuzebashi-dōri (straat)
- Aburanokōji-dōri (straat)
- Hoofdkantoor van Murata Kikai
- Lawson

Kyoto · Tōji · Jūjō · Kamitobaguchi · Takeda · Fushimi · Kintetsu Tambabashi · Momoyama-Goryō-mae · Mukaijima · Ogura · Iseda · Ōkubo · Kutsukawa · Terada · Tonoshō · Shin-Tanabe · Kōdo · Miyamaki · Kintetsu Miyazu · Komada · Shin-Hōsono · Kizugawadai · Yamadagawa · Takanohara · Heijō · Yamato-Saidaiji (>> Nara-lijn · Kashihara-lijn)